# Бентамка
Бента́мка, или банта́мка (англ. bantam), — декоративная карликовая порода домашних кур. Родом из Азии (Индонезия, Китай, Япония).

## Общая характеристика
Живая масса петухов — 0,6—0,9 кг, кур — 0,45—0,65 кг.
Яйценоскость — 90—150 яиц в год. Развит инстинкт насиживания.

## Разновидности
Различают следующие разновидности бентамок:
- бантамки Сибрайта,
- японские,
- бойцовые,
- пекинские,
- черные и белые,
- нанкинские,
- ситцевые,
- ореховые.

В России у птицеводов-любителей и в генофондной коллекции Всероссийского научно-исследовательского и технологического института птицеводства (Сергиев Посад Московской области) имеются ситцевые и ореховые бентамки. Живая масса петухов этих разновидностей — 0,9 кг, несушек — 0,5 кг. Яйценоскость — 130—150 яиц, масса яйца — 44 г.
Петух ситцевой разновидности имеет чёрную грудь и туловище с белыми пятнами на перьях, перья хвоста чёрные с зелёным отливом. У курицы красно-коричневое оперение с белыми пятнами. Цвет ног и кожи — светло-жёлтый.
Петух ореховой разновидности имеет красно-коричневую окраску головы и гривы, хвост чёрный с зеленоватым отливом. Курица имеет серо-коричневое оперение.